# Villarejo del Valle
Villarejo del Valle è un comune spagnolo di 506 abitanti situato nella comunità autonoma di Castiglia e León.